# أندريه دوتشسن
أندريه دوتشسن هو موسيقي وملحن كندي، ولد في 1949 في مونتريال في كندا.

## وصلات خارجية
- أندريه دوتشسن على موقع IMDb (الإنجليزية)
- أندريه دوتشسن على موقع ميوزك برينز (الإنجليزية)
- أندريه دوتشسن على موقع أول ميوزيك (الإنجليزية)
- أندريه دوتشسن على موقع ديسكوغز (الإنجليزية)